# Bisdom Balanga
Het bisdom Balanga (Latijn: Dioecesis Balangensis) is een rooms-katholiek bisdom in de Filipijnen en een van de suffragane bisdommen van het aartsbisdom San Fernando. Het gebied van het bisdom Balanga, dat op 17 maart 1975 werd opgericht, komt overeen met de provincie Bataan. Sinds 2024 is de bisschop van Balanga Rufino Sescon Jr.. De zetel van de bisschop is St. Joseph's Cathedral in Balanga. Het bisdom had in 2006 een totaal aantal van 543.000 geregistreerde gedoopte katholieken.

## Bisschoppen[1]
- Celso Guevarra (4 juni 1975 - 8 april 1998)
- Honesto Ongtioco (8 april 1998 - 28 juni 2003)
- Socrates Villegas (5 mei 2004 - 8 september 2009)
- Ruperto Santos (1 april 2010 - 22 juli 2023)
- Rufino Sescon Jr. (3 december 2024 - heden)